# António Fernandes (Seefahrer)
António Fernandes (manchmal auch Álvaro Fernandes) war ein portugiesischer Seefahrer im 15. Jahrhundert, der sich bei der Erforschung der afrikanischen Westküste einen Namen machte.

## Leben
Bereits als Kind kam Fernandes, ein Neffe von João Gonçalves Zarco, der Madeira wiederentdeckt hatte, an den portugiesischen Hof und diente Heinrich dem Seefahrer als Page. Noch sehr jung beteiligte er sich an ersten Expeditionen an die afrikanische Westküste. So trug er seinen Teil zur Entdeckung Guineas für Europa bei.
1445 vertraute ihm sein Onkel Zarco eine spezielle Karavelle zur Erforschung der Westküste an. Fernandes erreichte die Mündung des Senegal, umsegelte die Kapverdischen Inseln und landete schließlich auf Gorée im heutigen Senegal, das sich im 18. Jahrhundert unter hauptsächlich französischer Kolonialherrschaft zu einer Hochburg des Sklavenhandels entwickelte. Am Cabo dos Mastros, einem Kap an der afrikanischen Westküste zwischen Kap Verde und der Mündung des Gambia, gelangte er zum südlichsten Punkt Afrikas, der bis dahin von den Portugiesen erreicht wurde.
1446 segelte Fernandes erneut zur Küste Westafrikas und gelangte noch weiter südlich; er erreichte das Gebiet um Conakry und der Los-Inseln etwas nördlich von Sierra Leone (erst 1461 wurde ein noch südlicherer Punkt Afrikas erreicht). Eine Wunde, ausgelöst durch einen vergifteten Pfeil, der Fernandes im Kampf mit Einheimischen getroffen hatte, zwang ihn, nach Portugal zurückzukehren.